# Clube de Futebol Os Unidos
Les Unidos de Lisbonne sont un club de football portugais basé à Pontinha.
Le président actuel des Unidos de Lisbonne est Agostinho Lourenço et la marque du club est bar.
Il joue actuellement au Stade Dr. Agostinho Lourenço, doté de 1 000 places.

## Historique
Le club passe 3 saisons en Liga Sagres (1re division). 
Il obtient son meilleur résultat en D1 lors de la saison 1942-1943, où il se classe 4e du championnat, avec 9 victoires, 2 matchs nuls et 7 défaites.
La dernière présence en 1re division des Unidos de Lisboa remonte à la saison 1942-1943.

## Bilan saison par saison
|           | I   | II  | III | IV  | V   | VI  | Points | Journées | V   | N   | D   | B.M. | B.P. | Diff. |
| 1940-1941 | 7   |     |     |     |     |     | 6 pts  | 14       | 2   | 2   | 10  | 28   | 50   | -22   |
| 1941-1942 | 7   |     |     |     |     |     | 18 pts | 22       | 7   | 4   | 11  | 53   | 49   | +4    |
| 1942-1943 | 4   |     |     |     |     |     | 20 pts | 18       | 9   | 2   | 7   | 70   | 46   | +24   |
| ...       | ... | ... | ... | ... | ... | ... | ...    | ...      | ... | ... | ... | ...  | ...  | ...   |
| 2007-2008 |     |     |     |     |     | 13  | 23 pts | 28       | 6   | 5   | 17  | 41   | 70   | -29   |
| 2008-2009 |     |     |     |     |     | 10  | 41 pts | 30       | 12  | 5   | 13  | 56   | 61   | -5    |
| 2009-2010 |     |     |     |     |     | ... | ...    | ...      | ... | ... | ... | ...  | ...  | ...   |